# Beau Willimon
Beau Willimon, född 1977 i Alexandria i Virginia, är en amerikansk pjäs- och manusförfattare.

## Filmografi (i urval)
- 2011 – Maktens män
- 2013 – House of Cards (TV-serie)
- 2018 – Mary Queen of Scots
- 2022 – Andor (TV-serie)